# Blepharella alacris
Blepharella alacris là một loài ruồi trong họ Tachinidae.